# اعتراضات ۱۴۰۲ بازنشستگان ایران
اعتراضات ۱۴۰۲ بازنشستگان ایران شامل اعتراضات مربوط به بازنشستگان اقشار مختلف مردم شامل: بازنشستگان تأمین اجتماعی، مخابرات و ... در ایران است. تعداد زیادی از بازنشستگان ایران در اعتراض به تورم و رفتن به زیر خط فقر و رفع تبعیض موجود علیه آنان با تظاهرات یا تجمع اعتراضی در خیابان، محل کار یا مقابل نهادهای حکومتی خواستار رسیدگی به مطالبات صنفی و معیشتی خود شدند. در برخی از شهرهای ایران بازنشستگان تأمین اجتماعی و بازنشستگان مخابرات از جمله همدان، شوش، شوشتر، تهران، اهواز، کرمانشاه، یزد، مشهد، خرم‌آباد، اصفهان، تبریز، اراک و قم با برگزاری تجمع‌های اعتراضی به حقوق زیر خط فقر و به مصوبه دستمزد سال ۱۴۰۲ اعتراض کردند. گروهی از بازنشستگان مس سرچشمه کرمان، جمعی از بازنشستگان کشوری در شهرهای سنندج، اهواز، ایلام و قزوین، کرمانشاه و همدان، گروهی از بازنشستگان صنعت نفت در اهواز و گروهی از بازنشستگان تأمین اجتماعی هفت تپه، شوش و کرخه با برپایی تجمع‌های اعتراضی خواهان رسیدگی به مطالبات خود شدند.

## اعتراضات

#### ۶ فروردین
جمعی از بازنشستگان تأمین اجتماعی شوش در اعتراض به مصوبه ضد کارگری تعیین دستمزد شورای عالی کار، گرانی، فقر و فساد، تورم، وضعیت بد معیشتی و عدم رسیدگی به مطالباتشان مقابل فرمانداری شوش و دفتر مدیریت شرکت اعتصاب خود را ادامه دادند.
جمعی از بازنشستگان و کارگران شوش و هفت‌تپه با برپایی تجمع مقابل فرمانداری این شهر و سردادن شعارهایی چون «گرانی تورم، بلای جان مردم» و «تا حق خود نگیریم، از پا نمی‌نشینیم» به بحران اقتصادی و معیشتی و همچنین مصوبه دستمزد ۱۴۰۲ شورای عالی کار اعتراض کردند.

#### ۲۰ فروردین
بنا به گزارش اتحادیه آزاد کارگران ایران، بازنشستگان تأمین اجتماعی و شرکت مخابرات دست‌کم در بسیاری از شهرهای ایران از جمله تهران، اهواز، کرمانشاه، اصفهان، تبریز، اراک، قم، یزد، مشهد، خرم‌آباد، همدان، شوش و شوشتر با برگزاری تجمع، به حقوق زیر خط فقر و به مصوبه دستمزد سال ۱۴۰۲ اعتراض کردند. معترضان در اهواز شعار دادند: «مخابرات حیا کن، به وعده‌هات عمل کن.» در اهواز گروهی از بازنشستگان مقابل اداره کل تأمین اجتماعی استان خوزستان تجمع کردند و شعار دادند: «رئیسی بی‌عرضه، برگردد برو تو حوزه»، «دولت خیانت می‌کند، مجلس حمایت می‌کند»، «گرانی، تورم، بلای جان مردم» و «نه مجلس، نه دولت، نیستند به فکر ملت». بازنشستگان معترض عمده‌ترین دلایل برگزاری این تجمعات را «افزایش ۲۷ درصدی حقوق» خود ذکر کردند.
گروهی از کارگران هفت تپه و بازنشستگان شهر شوش در اعتراض به دستمزد تعیین شده توسط شورای عالی کار و اوضاع نامناسب معیشتی، مقابل فرمانداری این شهر تجمع اعتراضی برپا کردند. شعارهایی مانند: «دولت ورشکسته، دشمن بازنشسته»، «فقط کف خیابون به دست میاد حق‌مون» و «هزینه‌ها دلاریه، حقوق ما ریالیه» از جمله شعارهای بازنشستگان و کارگران معترض در شوش بود.

#### ۲۸ فروردین
گروهی از بازنشستگان شرکت مخابرات ایران در استان‌های خوزستان، کرمانشاه و خراسان‌شمالی به خیابان آمده و تجمع اعتراضی برپا کردند. همچنین بازنشستگان در شهرهای اصفهان، زنجان، اورمیه، کرمان، کرج، گلستان و بجنورد تجمعهای اعتراضی برگزار کردند. لازم به توضیح است که بازنشستگان صدا و سیما نیز در تهران در اعتراض به مشکلات معیشتی و عدم رسیدگی به خواسته‌هایشان مقابل مسجد بلال تجمع برگزار کردند.

#### ۱ اردیبهشت
جمعی از کارگران شرکت اکسیر صنعت مشغول به کار در پروژه پالایشگاه آبادان و تعدادی از کارگران پیمانکاری‌های نوروزی و زردادخانی شاغل در فولاد آلیاژی یزد برای اعتراض به افزایش نیافتن دستمزدهایشان در سال ۱۴۰۲، دست به اعتصاب زده و از محوطه این شرکت‌ها خارج شدند.

#### ۳ اردیبهشت
در روز دوم اعتصابت کارگران شاغل در شرکت پایا صنعت در پتروپالایش در اعتراض به اضافه نشدن دستمزد برای سال ۱۴۰۲ دست به اعتصاب زده و کارگاه را ترک کردند.

#### ۴ اردیبهشت
بازنشستگان شرکت مخابرات ایران در استان‌های مختلف کشور، از جمله تهران، اصفهان، فارس، البرز، خراسان رضوی، چهارمحال و بختیاری، خوزستان، لرستان، اردبیل و کردستان تجمع و راهپیمایی اعتراضی بر پا کردند. آنها شعار می‌دادند: «دشمن ما همین‌جا است، دروغ می‌گن آمریکا است»، «مخابرات حیا کن، برنامه رو اجرا کن»، «رزمندگان دیروز، گرسنگان امروز»، «عدالتی ندیدیم، فقط دروغ شنیدیم»، «از بس دروغ شنیدیم، یک روز خوش ندیدیم» و «حجاب حجاب شعارشون، دروغ افتخارشون»، «وزیر بی‌لیاقت استعفا استعفا.» هم‌زمان با اعتراضات سراسری بازنشستگان شرکت مخابرات، در استان خوزستان در شهرستان شوش نیز جمعی از بازنشستگان دیگر برای اعتراض مجدد راهپیمایی کردند و شعار دادند: «تورم اسفبار، شده حاکم بازار.»

#### ۱۰ اردیبهشت
جمعی از بازنشستگان در شهرهای تهران، کرمانشاه، اهواز، اصفهان، بابل، اراک و رشت در مقابل ساختمان تأمین اجتماعی تجمع اعتراضی برپا کردند کردند.

#### ۱۱ اردیبهشت
در آستانه روز جهانی کارگر، بازنشستگان تأمین اجتماعی و مخابرات در شهرهای مختلف ایران از جمله کرمانشاه، خرم‌آباد، همدان، تهران، شوش، اصفهان، تبریز، قم، شوشتر، اراک، اهواز، مشهد و ... تجمع‌های اعتراضی برگزار کردند. این تجمع‌ها در اعتراض به مصوبه دستمزد سال ۱۴۰۲ و حقوق زیر خط فقر بازنشستگان بود. در اهواز گروهی از بازنشستگان شعار «رئیسی بی‌عرضه برگرد برو تو حوزه» و «دولت خیانت می‌کند مجلس حمایت می‌کند» سردادند.

#### ۱۷ اردیبهشت
گروهی از بازنشستگان تأمین اجتماعی شوش و هفت تپه در مقابل ساختمان فرمانداری شهرستان شوش، همچنین گروهی از بازنشستگان تأمین اجتماعی اراک در مقابل ساختمان تأمین اجتماعی این شهر و شماری از بازنشستگان تأمین اجتماعی کرمانشاه، در تجمعاتی اعتراضی خواستار رسیدگی به مطالبات خود شامل «درمان رایگان و افزایش دستمزد با وجود گرانی و تورم» شدند.

#### ۲۴ اردیبهشت
تشکل‌های بازنشستگان و کارگری گزارش کردند که باز نشستگان تأمین اجتماعی در شهرهای شوش، اهواز، کرمانشاه، اصفهان، شیراز، کرمان و شوشتر تجمع‌های اعتراضی برگزار کردند.

#### ۲۵ اردیبهشت
به گزارش اتحادیه کارگران آزاد ایران، بازنشستگان مخابرات در شهرهای بیرجند، شهر کرد، اصفهان، خرم‌آباد، کرج، مشهد و اهواز در برابر ساختمان مخابرات مرکز استان یا شهر خود دست به تجمع‌های اعتراضی زدند.

#### ۱ خرداد
جمعی از بازنشستگان مخابرات در شهرهای همدان و رشت شهرکرد، مشهد، اهواز، کرمانشاه، اراک، اصفهان، زاهدان، ایلام، در اعتراض به عدم رسیدگی به درخواست‌هایشان، به صورت جداگانه در مقابل ساختمان‌های مرکزی استان‌ها خود دست به تجمع اعتراضی زدند. آنها خواستار اجرای کامل آیین‌نامه استخدامی ۸۹/۲۴، پرداخت کامل معوقات مزدی، رفاهیات و همچنین پرداخت کامل هزینه‌های درمان و اجرای بیمه تکمیلی هستند.

#### ۸ خرداد
مراکز استان‌های کرمانشاه، کردستان، خوزستان، لرستان، هرمزگان، چهارمحال و بختیاری، ایلام، آذربایجان غربی، اصفهان، خراسان رضوی، مازندران و استان فارس روز دوشنبه هشتم خرداد ماه صحنه تجمع‌های اعتراضی بازنشستگان مخابرات بود. از جمله درخواست‌های این بازنشستگان، «اجرای کامل آئین‌نامه اجرایی سال ۱۳۸۹ قانون شرکت‌های واگذار شده اصل چهل و چهار» و همچنین اجرای کامل بیمه تکمیلی و پوشش هزینه‌های درمانی می‌باشد. در اهواز بازنشستگان در تجمع خود شعار «ظلم و ستم کافیه، سفره ما خالیه»، «وعده وعید کافیه، سفره ما خالیه» سر دادند و در اصفهان نیز شعار دادند: «وزیر بی‌لیاقت، ننگت باد، ننگت باد».

#### ۱۶ خرداد
گروه‌هایی از بازنشستگان مخابرات در استان‌های چهارمحال و بختیاری، کرمانشاه، گیلان، خوزستان، سیستان و بلوچستان، خراسان رضوی، فارس، ایلام و کردستان به صورت جداگانه در برابر ساختمان‌های مرکزی مخابرات این استان‌ها در اعتراض به عدم رسیدگی به درخواست‌هایشان، تجمع‌های اعتراضی برگزار کرده و خواستار رسیدگی به مطالبات خود شدند.

#### ۲۲ خرداد
گروه‌هایی از بازنشستگان مخابرات در تهران، تبریز، دزفول و استانهای فارس، کهگیلویه و بویر احمد، گیلان، چهار محال و بختیاری، خوزستان، بلوچستان، خراسان رضوی، استان مرکزی و استان زنجان در برابر ساختمان‌های مرکزی مخابرات این شهرها و استان‌ها نسبت به عدم رسیدگی به درخواست‌هایشان دست به اعتراض زدند.

#### ۲۴ خرداد
گروهی از بازنشستگان تأمین اجتماعی اهواز در برابر ساختمان استانداری، همچنین گروه‌هایی از بازنشستگان در مقابل استانداری کرمانشاه و در برابر استانداری شیراز، با برگزاری تجمع‌های اعتراضی خواهان رسیدگی به درخواست‌های خود شدند.

#### ۲۸ خرداد
به گزارش اتحادیه آزاد کارگران، گروهی از بازنشستگان تأمین اجتماعی در شهرهای شوش، کرمانشاه، اهواز و شوشتر در برابر ادارات تأمین اجتماعی این شهرها، دست به تجمع اعتراضی زدند. آنها با سردادن شعارهای اعتراضی مانند «بازنشسته بیداره، از تهدید بیزاره»، «گرانی، تورم بلای جان مردم» و «بازنشسته داد بزن، حقت رو فریاد بزن» خواستار رسیدگی به درخواست‌های خود شدند.

#### ۴ تیر
در اهواز و شوش بازنشستگان تأمین اجتماعی در اعتراض به وضعیت بد معیشتی، تبعیض و نابرابری تجمع اعتراضی برگزار کردند. همچنین بازنشستگان فولاد در اصفهان در اعتراض به وضعیت بد درمان و معیشت خود تجمع اعتراضی داشتند. بازنشستگان در کرمانشاه نیز به خیابان آمدند و به تجمع هفتگی خود ادامه دادند.

#### ۵ تیر
جمعی از بازنشستگان مخابرات در شهرهای ساری، سنندج، زنجان، شهرکرد، اصفهان، تبریز، ارومیه، بروجرد، اهواز، اراک، خرم‌آباد، بندرعباس و ایلام در برابر ساختمان شرکت مخابرات در این شهرها طی برگزاری تجمع‌های اعتراضی خواستار رسیدگی به درخواست‌هایشان شدند.

#### ۷ تیر
طی دو روز گذشته بازنشستگان در شهرهای اردبیل، اصفهان، همچنین بازنشستگان شرکت مخابرات در استان‌های مرکزی، ایلام، لرستان، هرمزگان، لرستان، مازندران، کردستان، اصفهان و چهارمحال و بختیاری، در برابر دفاتر استانی شرکت مخابرات تجمع نموده و خواستار رسیدگی به در خواست‌های خود شدند. آنها نسبت به «عدم اجرای کامل آیین‌نامه پرسنلی و استخدامی توسط شرکت مخابرات»، «حذف ملحقات مزدی چون بن خواربار» و «عدم دسترسی کامل به بیمه تکمیلی» اعتراض داشتند.

#### ۹ تیر
گروهی از بازنشستگان مس سرچشمه کرمان، در اعتراض به عدم رسیدگی به درخواست‌هایشان در برابر ورودی این مجموعه تجمع اعتراضی برپا کردند. آنها در این اعتراض خواستار باطل کردن مصوبه شورای عالی رفاه در مورد الحاق مؤسسه صندوق بازنشستگان مس به وزارت رفاه، توسط دیوان عدالت اداری شدند.

#### ۱۳ تیر
گروهی از بازنشستگان در شهرهای اردبیل، سنندج، قزوین، کرمانشاه، یزد و ممسنی تجمع اعتراضی برپا کردند. این افراد خواهان یکسان‌سازی حقوق بازنشستگان بر اساس نود درصد شاغل همتراز بودند.

#### ۱۹ تیر
گروهی از بازنشستگان مخابرات در مقابل ساختمان‌های شرکت مخابرات در شهرهای تهران، سنندج، مشهد، کرمانشاه، شیراز و تهران در اعتراض به عدم رسیدگی به درخواست‌هایشان از جمله اجرای کامل آئین‌نامه پرسنلی و استخدامی سال ۱۳۸۹ و رفع مشکلات مربوط به بیمه درمانی تجمع‌های اعتراضی برگزار کردند.

#### ۲۲ تیر
بازنشستگان شرکت مخابرات ایران بار دیگر در شهرهای مشهد، سنندج، بندر عباس، اهواز و کرمانشاه تجمع اعتراضی برپا کردند. در اهواز آنها شعار سر دادند که «تا حق خود نگیریم از پا نمی‌نشینیم.»

#### ۲۵ تیر
بر اساس گزارش شبکه‌های اجتماعی، تشکل‌های بازنشستگان و کارگران، در تهران، اهواز، رشت، کرمانشاه، شوش و هفت‌تپه تجمع‌های اعتراضی برگزار کردند. از طرف دیگر، بازنشستگان صنعت فولاد نیز در اصفهان تجمع اعتراضی بر پاکرده و خواستار بهبود شرایط معیشتی خود و اجرای درست «قانون همسان‌سازی حقوق‌ها» شدند.

#### ۲۶ تیر
بر اساس خبر شبکه‌های اجتماعی، بازنشستگان کشوری در شهرهای کرج، همدان، سنندج، کرمانشاه، اردبیل و یزد دربرابر ساختمان صندوق بازنشستگی کشوری تجمع‌های اعتراضی برپا کردند. در این تجمع‌ها، شعارهایی مانند «دولت بی‌کفایت خجالت، خجالت»، «وعده، وعید کافیه، سفره ما خالیه»، «منزلت، معیشت، حق مسلم ماست»، «معلم زندانی آزاد باید گردد» و «گرانی، تورم، بلای جان مردم»، سر داده شد. در این حال شورای بازنشستگان ایران نوشت: فراخوان بازنشستگان با شعار «شاغل و بازنشسته اتحاد، اتحاد»، اتحاد همه کارگران و همه بخش‌های بازنشستگان، اعتراض و پایان دادن به این بربریت است.

#### ۳ مرداد
گروهی از بازنشستگان کشوری، با پلاکاردهای اعتراضی در دست، در برابر ساختمان‌های صندوق بازنشستگی و استانداری شهرهای سنندج، کرمانشاه، قزوین، یزد، شیراز، اردبیل در اعتراض به عدم همسان سازی دستمزد و وضعیت نامناسب معیشتی تجمع‌های اعتراضی برپا کردند. آنها شعارهای ضد حکومتی مانند «دولت شش کلاسه - همین روزا خلاصه»، «هم مجلس هم دولت - دروغ می گن به ملت»، «گرانی، تورم، بلای جان مردم» و «معلم زندانی آزاد باید گردد.» سر دادند.

#### ۸ مرداد
جمعی از بازنشستگان در شهرهای کرمانشاه، رشت، شوش و اهواز در اعتراض به «وضعیت معیشتی»، در برابر ادارات تأمین اجتماعی تجمع‌های اعتراضی برگزار کردند. در رشت بازنشستگان شعار دادند: «کشور رو غارت کردند، ما رو بیچاره کردند.». همچنین شعار آنها در کرمانشاه: «حقوق نصفه‌نیمه، سکوت کنی همینه.»، در اهواز: «فقط کف خیابون، به دست میاد حقمون»، «کو مهار تورم، دروغ نگید به مردم»، «لشکری، کشوری، تأمین اجتماعی، اتحاد اتحاد»، «دولت ورشکسته، شمشیر رو از رو بسته» و در شوش، کرخه و هفت‌تپه: «ظلم و ستم کافیه، سفره ما خالیه.» بوده‌است

#### ۲۴ مرداد
گروهی از بازنشستگان کشوری با در درست داشتن پلاکاردهای اعتراضی در برابر ساختمان‌های صندوق بازنشستگی و فرمانداری شهرهای ساری، ایلام، خرم‌آباد، کرمانشاه، همدان، پل‌دختر، اردبیل، قزوین و سنندج در اعتراض به عدم رسیدگی به مطالباتشان دست به تجمع اعتراضی زدند.

#### ۲۳ مرداد
گروهی از بازنشستگان و مستمری‌بگیران شرکت مخابرات ایران حداقل در استان‌های تهران، اصفهان، کرمانشاه، اردبیل، گیلان، فارس، هرمزگان، آذربایجان شرقی، ایلام، چهارمحال و بختیاری، خراسان رضوی و خوزستان تجمع‌های اعتراضی برپا کردند. در این تجمع‌ها که در شهرهای مختلف صورت گرفت، بازنشستگان شعارهایی مانند: «بازنشسته داد بزن، حقتو فریاد بزن»، «یه اختلاس کم بشه، مشکل ما حل می‌شه»، «تا حق خود نگیریم، آروم نمی‌نشینیم»، «یخچال بازنشسته، خالی‌تر از گذشته»، سر دادند.

#### ۲۶ مرداد
در استان‌های یزد و فارس، بازنشستگان کشوری نسبت به «اجرا نشدن قانون هم‌سان سازی حقوق بازنشستگان» در برابر دفتر استانی صندوق بازنشستگی کشوری در شهرهای شیراز و یزد در برابر استانداری این استان‌ها تجمع‌های اعتراضی برپا کردند.

#### ۲۹ مرداد
گروهی از بازنشستگان تأمین اجتماعی در برابر ساختمان ادارات تأمین اجتماعی شهرهای کرمانشاه، اهواز و شوشتر تجمع‌های اعتراضی برپا کردند. همچنین شماری از بازنشستگان فولاد در برابر ساختمان صندوق بازنشستگی فولاد اصفهان با برپایی تجمع‌های اعتراضی خواهان رسیدگی به درخواستهای خود شدند.

#### ۳۰ مرداد
گروهی از بازنشستگان مخابرات در برابر ساختمان‌های شرکت مخابرات در شهرهای، تهران، اردبیل، بندر عباس، رشت، مشهد، سنندج، اهواز، کرمانشاه، اورمیه، ایلام، اراک و زنجان در اعتراض به رسیدگی نشدن به مطالبات خود به صورت جداگانه تجمع‌های اعتراضی برپا کردند.

#### ۱۲ شهریور
گروهی از بازنشستگان تأمین اجتماعی در برابر ساختمان ادارات تأمین اجتماعی شهرهای اهواز، کرمانشاه، شوش و اهواز تجمع اعتراضی برپا کردند. همچنین گروهی از بازنشستگان فولاد در تهران و اصفهان، در اعتراض به عدم رسیدگی به درخواست‌هایشان به‌طور جداگانه در برابر ساختمان صندوق بازنشستگی فولاد این شهرها، دست به تجمع اعتراضی زدند.

#### ۱۴ شهریور
تجمع‌های اعتراضی هم‌زمان بازنشستگان کشوری دست‌کم در شهرهای ۱۱ استان ادامه داشت. این تجمع‌های اعتراضی روز سه شنبه از جمله در شهرهای اهواز، همدان، سنندج، تهران، ساری، کرج، رشت، تبریز، یزد، قزوین و کرمانشاه برگزار گردید. در این تجمع‌ها بازنشستگان معترض شعارهایی مانند «بازنشسته بیدار است، از تبعیض بیزار است»، «معلم زندانی، آزاد باید گردد»، «بازنشسته به پا خیز، برای رفع تبعیض» و «همسان‌سازی حق مسلم ماست» داده شد.

#### ۱۹ شهریور
گروهی از بازنشستگان تأمین اجتماعی در اعتراض به عدم تحقق درخواست‌هایشان در برابر ساختمان ادارات تأمین اجتماعی در شهرهای دزفول، رشت، کرمانشاه وشوشتر دست به تجمع‌های اعتراضی زدند. آنها با سر دادن شعارهایی مانند «حقوقت رو داد بزن، افتاده دست راهزن»، «نه دولت نه مجلس، نیستند به فکر ملت»، خواهان اضافه شدن حقوق خود مطابق با تورم فزاینده شدند. همچنین گروهی از بازنشستگان مربوط به صنایع فولاد در برابر ساختمان صندوق بازنشستگی فولاد اصفهان با برپایی تجمع‌های اعتراضی خواهان رسیدگی به درخواست‌های خود شدند. آنها خواهان ترمیم مستمری ماهانه، استفاده از درمان رایگان، خدمات رفاهی مکفی و اجرای باقیمانده همسان‌سازی حقوق و پرداخت معوقهٔ حقوق از سال ۹۹ تا کنون بودند. نصرالله دریابیگی، نایب‌رئیس کانون بازنشستگان تأمین اجتماعی، گفت که ۷۰ درصد بازنشستگان تأمین اجتماعی حداقل حقوق را دریافت می‌کنند.

#### ۱۲ مهر
گروهی از بازنشستگان کشوری در اهواز، سنندج و زنجان در اعتراض به رسیدگی نشدن به درخواست‌های خود در برابر ساختمان صندوق بازنشستگی کشوری این شهرها تجمع اعتراضی برپا کردند.

#### ۱۷ مهر
تجمع‌های اعتراضی بازنشستگان مخابرات، دست‌کم در شهرهای ۱۳ استان شامل استان‌های: تهران، اصفهان، کردستان، کرمانشاه، خوزستان، مازندران، زنجان، گیلان، مرکزی، آذربایجان غربی و سیستان و بلوچستان، لرستان، اردبیل، ایلام، در اعتراض به رسیدگی نشدن به درخواست‌های آنها برگزار گردید. در این تجمع‌های اعتراضی، شعارهایی از جمله «این همه بی‌عدالتی، هرگز ندیده ملتی»، «وعده وعید کافیه، سفره ما خالیه»، «عدالتی ندیدیم، فقط دروغ شنیدیم»، «فقط کف خیابان، به دست میاد حقمان»، «یه اختلاس کم بشه، مشکل ما حل می‌شه»، «اجرای آیین‌نامه، حق مسلم ماست»، «هزینه درمانی، واریز باید گردد» و «مخابرات حیا کن، به وعده‌هات عمل کن»، سر داده شد.

#### ۱ آبان
بنابر گزارش اتحادیه آزاد کارگران ایران، گروهایی از بازنشستگان شرکت مخابرات در استان‌های تهران، اصفهان، مرکزی، ایلام، فارس، خوزستان، آذربایجان شرقی، چهارمحال و بختیاری، کردستان، سیستان و بلوچستان، گیلان، اردبیل و آذربایجان غربی در اعتراض به وضعیت معیشتی و بی‌توجهی به مطالبات آنها حداقل در ۱۳ استان تجمع‌های اعتراضی برپا کردند.

#### ۸ آبان
تعداد زیادی از بازنشستگان مخابرات در شهرهای مختلف کشور مانند: رشت، اهواز، خرم‌آباد، زاهدان، سنندج، کرمانشاه، اصفهان، ارومیه، زنجان، تبریز، ساری، اندیمشک، اراک، شیراز، تهران، قزوین، ایلام، اردبیل، همدان و بندرعباس با در دست داشتن پلاکاردهای اعتراضی و دادن شعارهای مختلف اعتراضی و ضد حکومتی مانند: «عدالتی ندیدیم، فقط دروغ شنیدیم»، «اجرای آیین‌نامه، حق مسلم ماست»، «بازنشسته داد بزن، حقتو فریاد بزن»، «نه مجلس نه دولت، نیستند به فکر ملت»، «تا حق خود نگیریم، آروم نمی‌نشینیم»، «یه اختلاس کم بشه، مشکل ما حل میشه» و... تجمعهای اعتراضی برگزار کردند

#### ۹ آبان
گروه‌هایی از بازنشستگان کشوری با در دست داشتن پلاکارد و دادن شعارهای اعتراضی در اعتراض به عدم همسان سازی دستمزد و اوضاع نامناسب معیشتی خود در مقابل ساختمان‌های استانداری و صندوق بازنشستگی کشوری شهرهای قزوین، سنندج، همدان، کرمانشاه، اهواز و ایلام تجمع اعتراضی برپا کردند.

#### ۱۵ آبان
گروهایی از بازنشستگان مخابرات حداقل در ۲۰ شهر ایران شامل: تبریز، خرم‌آباد، اراک، یاسوج، رشت، مریوان، ایلام، اردبیل، کرمانشاه، سنندج، اصفهان، ارومیه، اهواز، شیراز، زنجان، تهران، بندر عباس، قزوین، زاهدان، ساری، در اعتراض به نرسیدن به مطالبات‌شان مانند اجرای کامل آئین‌نامه پرسنلی استخدامی سال ۸۹ و حل مشکلات بیمه درمانی در برابر اداره‌های مخابرات دست به تجمع‌های اعتراضی زدند. بازنشستگان معترض شعار می‌دادند: «معیشت خواربار، به‌روز باید گردد»، «وعده زیاد شنیدیم، نتیجه‌ای ندیدیم»، «وای از این جهالت، مدیران خجالت خجالت»، «عزت بازنشسته، احیا باید گردد»، «شرکت پردرآمد، چه بر سر تو آمد»، «نه مجلس نه دولت، نیستند به فکر ملت» و «بازنشسته داد بزن، حقت رو فریاد بزن».

#### ۱۷ آبان
گروهی از بازنشستگان صنعت نفت اهواز در برابر ساختمان صندوق نفت در این شهر و جمعی از بازنشستگان تأمین اجتماعی شوش، کرخه و هفت تپه در برابر دفتر نماینده شهرستان شوش در مجلس شورای اسلامی با برپایی تجمع‌های اعتراضی خواستار رسیدگی به درخواست‌های خود شدند.

#### ۲۳ آبان
گروه‌هایی از بازنشستگان کشوری با در دست داشتن پلاکارد و دادن شعارهای اعتراضی در برابر ساختمان‌های صندوق بازنشستگی کشوری در اهواز، قزوین، کرمانشاه، همدان، سنندج و ایلام و همچنین گروهی از بازماندگان و بازنشستگان صنعت نفت مازندران در برابر ساختمان صندوق بازنشستگی در ساری با برگزاری تجمع‌های اعتراضی، خواستار رسیدگی به درخواست‌های خود شدند.

#### ۲۸ آبان
گروه‌هایی از بازنشستگان تأمین اجتماعی در اهواز و اراک در اعتراض به وضعیت بد معیشتی و محقق نشدن خواسته‌هایشان در برابر سازمان تأمین اجتماعی این شهرها دست به تجمع‌های اعتراضی زدند. آنها در اهواز شعار دادند: «دشمن ما همین جاست، دروغ میگن آمریکاست»، «رئیسی بی‌عرضه، برگرد برو به حوزه» و «درد ما درد شماست، مردم به ما ملحق شوید». در اراک نیز شعار می‌دادند: «فقط کف خیابون، به دست میاد حقمون.»

#### ۲۹ آبان
بنا به گزارش شبکه‌های اجتماعی، گروه‌هایی از بازنشستگان معترض مخابرات در شهرهای کرمانشاه، اصفهان، تهران و اردبیل در اعتراض به وضعیت شغلی و معیشتی خود تجمع‌های اعتراضی برگزار کردند. شورای هماهنگی تشکل‌های صنفی فرهنگیان سراسر کشور نیز طی بیانیه‌ای از این تجمع آنها حمایت کرد. بازنشستگان در شهرهای مختلف شعار دادند: «وعده وعید کافیه، سفره ما خالیه»، «حسین حسین شعارشون، دروغ و دزدی کارشون» و «بازنشسته داد بزن، حقت رو فریاد بزن»،

#### ۱ آذر
گروه‌هایی از بازنشستگان صنعت نفت در شهرهای اصفهان و شاهین‌شهر در برابر ساختمان‌های صندوق بازنشستگی صنعت نفت در این شهرها، در اعتراض به دست‌درازی به صندوق بازنشستگی نفت، مصوبه دولت برای ادغام صندوق‌های بازنشستگی و همچنین پرداخت نشدن حقوق قانونی‌شان، با برگزاری تجمع‌های اعتراضی خواستار رسیدگی به درخواستهای خود شدند.

#### ۱۲ آذر
گروهی از بازنشستگان فولاد در شهرهای تهران، قائم شهر، دامغان، اهواز، اصفهان، رودبار و جمعی از بازنشستگان تأمین اجتماعی در شهرهای کرمانشاه، مشهد، شوش، اراک و اهواز در اعتراض به مشکلات معیشتی خود دست به تجمع اعتراضی زدند.

#### ۱۳ آذر
مستمری‌بگیران و بازنشستگان شرکت مخابرات، دست‌کم در استان‌های تهران، کردستان، آذربایجان شرقی، اردبیل اصفهان، خوزستان، کرمانشاه، همدان، گلستان، لرستان و زنجان در مقابل اداره‌های مخابرات استان‌های مختلف تجمع‌های اعتراضی برگزار کردند. معترضان در این تجمع‌ها شعارهایی مانند «بازنشسته داد بزن، حقتو فریاد بزن»، «مخابرات فنا شد، اسیر قلدرها شد»، «هزینه‌ها دلاریه، حقوق ما ریالیه»، «یه اختلاس کم بشه، مشکل ما حل می‌شه»، «منزلت معیشت، حق مسلم ماست» و «وزیر بی‌کفایت، استعفا استعفا» داده شد.

#### ۱۹ آذر
گروهی از بازنشستگان سازمان تأمین اجتماعی در چند شهر ایران از جمله کرمانشاه، شوش، اهواز و اراک با توجه به گسترش اختلاس‌ها، به سیاست‌های اقتصادی و بی‌عدالتی در جمهوری اسلامی اعتراض کردند و خواهان رفع مشکلات معیشتی و درمانی خود بودند.

#### ۲۰ آذر
بازنشستگان و مستمری‌بگیران شرکت مخابرات حداقل در استان‌های تهران، سیستان و بلوچستان، اصفهان، خوزستان، کرمانشاه، کرمان، کردستان، آذربایجان غربی، آذربایجان شرقی و اردبیل در اعتراض به دخالت نظامیان در امور اقتصادی و صنعتی و سلطه سپاه پاسداران بر اقتصاد ایران تجمع‌های اعتراضی برگزار کردند. بازنشستگان معترض در استان‌های مختلف شعارهای مختلفی مانند «به جای مرد کاری، نشسته یک نظامی.» «رسانه داخلی، انعکاس انعکاس»، «بازنشسته داد بزن، حقتو فریاد بزن»، «نه مجلس نه دولت، نیستند به فکر ملت»، «از بس دروغ شنیدیم، ما دیگه رأی نمی‌دیم»، «تا حق خود نگیریم، آرام نمی‌نشینیم»، «بازنشسته داد بزن، حقت رو فریاد بزن»، «عدالتی ندیدیم، فقط دروغ شنیدیم» و «کشتی بازنشسته امروز به گل نشسته» سر دادند.

#### ۲۱ آذر
گروهی از بازنشستگان کشوری از جمله معلمان حداقل در شهرهای اهواز، سنندج، اردبیل، قزوین، اراک، کرمانشاه، سنندج تجمع اعتراضی برپا کردند. بازنشستگان معترض خواستار «اجرای همسان‌سازی حقوق با شاغلان همتراز بر مبنای ۹۰ درصد» و تأمین معیشت و رعایت منزلت خود بودند. بازنشستگان شعار می‌دادند: «یه اختلاس کم‌بشه، مشکل ما حل می‌شه»، «بازنشسته داد بزن، حقت‌رو فریاد بزن»، «بازنشسته به پا خیز، برای رفع تبعیض»، «حقوق ما ریالیه، هزینه‌ها دلاریه»، «درد ما درد شماست، مردم به ما ملحق شوید»، «معلم زندانی، آزاد باید گردد».

#### ۲۲ آذر
بنابر گزارش شورای بازنشستگان ایران، گروهی از بازنشستگان صنعت نفت در برابر ساختمان صندوق بازنشستگی صنعت نفت در اصفهان در اعتراض به ادغام این صندوق در سایر صندوق‌های بازنشستگی، تجمع اعتراضی برپا کردند.

#### ۲۷ آذر
گروهی از بازنشستگان مخابرات در محل و در برابر ساختمان‌های این شرکت در شهرهای اهواز، اراک، اردبیل، همدان، خرم‌آباد، بندرعباس، رشت، بجنورد، مریوان، سنندج، بیجار، شیراز، تبریز، اصفهان، شهرکرد، کرمانشاه، زنجان، تهران، و سقز و گروهی از بازنشستگان صنایع فولاد در اصفهان و اهواز، تجمع‌های اعتراضی بر پا نموده و خواستار رسیدگی به درخواست‌های خود شدند.

#### ۲۸ آذر
فرهنگیان بازنشسته و بازنشستگان کشوری در دست‌کم هفت شهر ایران شامل: شیراز، سنندج، اراک، و قزوین، همدان، اردبیل، اهواز و کرمانشاه در برابر ساختمان‌های صندوق بازنشستگی کشوری دست به تجمع‌های اعتراضی زدند. این بازنشستگان که در اعتراض به انجام نشدن همسان‌سازی، سختی معاش، و دیگر درخواست‌های صنفی خود اعتراض می‌کردند شعارهایی مانند: «اتحاد اتحاد - علیه فقر و فساد»، «فقط کف خیابون به دست می‌آد حقمون»، «حسین حسین شعارشون - دروغ و دزدی کارشون.»، «کو مهار تورم - دروغ نگین به مردم»، «درد ما شماست - مردم به ما ملحق شوید»، «معلم زندانی آزاد باید گردد» را سر دادند.

#### ۲۹ آذر
گروهی از بازنشستگان تأمین اجتماعی هفت تپه و شوش، برای افزایش حقوق و سایر درخواست‌های خود در برابر فرمانداری این شهر، تجمع اعتراضی برپا کردند.

#### ۴ دی
بازنشستگان کشوری، صنایع فولاد، و مخابرات و تأمین اجتماعی، به‌طور هم‌زمان در برابر ساختمان سازمان برنامه و بودجه تهران، به وضعیت معیشتی، اجرا نشدن قانون همسان‌سازی و خالی‌ترشدن روزانه سفره‌ها تحت تأثیر تورم و گرانی، تجمع اعتراضی برگزار کردند. بازنشستگان دراین تجمع‌ها شعارهایی از جمله «عدالتی ندیدیم، فقط دروغ شنیدیم»، «حقوق بازنشسته، زیر عباست امروز»، «خواربار، رفاهیات، حق مسلم ماست»، «وعده وعید کافیه، سفره ما خالیه»، «عدالتی ندیدیم، به مجلس رأی نمی‌دیم»، «اتحاد اتحاد، علیه ظلم و فساد»، «رزمندگان دیروز، گرسنگان امروز»، «شرکت پردرآمد، چه بر سر تو آمد»، «بازنشسته می‌میرد، ذلت نمی‌پذیرد»، «اجرای همسان‌سازی، بدون حقه‌بازی» و «چه باران چه سرما، نیست جلودار ما»، سردادند.

#### ۵ دی
بنابر گزارش رسانه‌های اجتماعی، جمعی از مستمری‌بگیران و بازنشستگان کرمانشاه در برابر ساختمان صندوق بازنشستگی کشوری این شهر تجمع اعتراضی برپا کردند. بازنشستگان معترض با شعارهایی نظیر «کشوری، لشکری، تأمین اجتماعی، اتحاد اتحاد» خواهان انسجام اعتراض‌های معیشتی شدند.

#### ۱۰ دی
بازنشستگان صنایع فولاد ایران در گروه‌های مختلف در چندین شهر، مانند اهواز، اصفهان، سوادکوه و تهران برای رسیدگی به درخواست‌های خود شامل تضمین اجرای تعهدات درمانی و مستمری بالاتر از خط فقر تجمع‌های اعتراضی برگزار کردند. همچنین به گزارش خبر گزاری هرانا گروهی از بازنشستگان تأمین اجتماعی در شهرهای شوش و کرمانشاه نیز برای رسیدگی به مطالبات خود دست به تجمع اعتراضی زدند.

#### ۱۱ دی
جمعی از بازنشستگان مخابرات در برابر ساختمان‌های این شرکت در شهرهای تهران، اصفهان، مریوان، رشت، بیجار، قروه، بندرعباس، خرم‌آباد، شیراز، تبریز، اردبیل، اراک، کرمانشاه، اهواز، ساری، شهرکرد، سقز، ارومیه، بروجرد، زنجان و همدان، با برگزاری تجمع‌های اعتراضی خواهان رسیدگی به درخواستهای خود شدند.

#### ۱۲ دی
به گزارش شورای بازنشستگان ایران، گروهی از بازنشستگان تأمین اجتماعی و کشوری با داشتن پلاکارد و دادن شعارهای اعتراضی، در برابر ساختمان‌های صندوق بازنشستگی کشوری، سازمان مدیریت و برنامه‌ریزی و استانداری در شهرهای تهران، سنندج، کرمانشاه، یزد و اهواز در اعتراض به عدم همسان‌سازی دستمزد و اوضاع نامناسب معیشتی تجمع اعتراضی برپا کردند.

#### ۱۹ دی
گروهی از بازنشستگان تأمین اجتماعی و کشوری در شهرهای تهران، قزوین، سنندج، اهواز، کرمانشاه، ایلام، همدان و یزد، تجمع‌های اعتراضی برگزار کرده و خواهان رسیدگی به مطالبات خود شدند.

#### ۲۵ دی
بازنشستگان مخابرات در استان‌های مرکزی، آذربایجان غربی، خوزستان، گیلان، لرستان، زنجان و هرمزگان، در اعتراض به شرایط معیشتی و بی‌توجهی مقامات به درخواست‌هایشان تجمع‌های اعتراضی برگزار کردند. در این تجمع‌ها، شعارهایی از جمله «حقوق نصفه نیمه، سکوت کنی همینه»، «بازنشسته بیداره، از وعده‌ها بیزاره»، «وعده وعید کافیه، سفره ما خالیه»، «نه سازش نه تسلیم، اجرای همسان‌سازی»، «بیمه تکمیلی، حق مسلم ماست» و «هزینه‌های درمان، حق مسلم ماست» داده شد.

#### ۲ بهمن
بنابر گزارش‌های شبکه اجتماعی مربوط به «شورای بازنشستگان ایران»، گروهی از بازنشستگان شرکت مخابرات ایران در شهرهای اهواز، کرمانشاه، اراک، اصفهان، اردبیل، سنندج، تبریز و رشت، تجمع اعتراضی برگزار کردند. در این تجمع که در اعتراض به وضعیت معیشتی و رفاهی آنها صورت گرفت، بازنشستگان در رشت شعار می‌دادند «تا حق خود نگیریم، از پا نمی‌نشینیم.»، همچنین در کرمانشاه، «۱۴ سال خیانت، مخابرات خجالت.»، در اردبیل، «به جای مرد کاری، نشسته یک سپاهی.»، در تبریز، «شرکت شده صدپاره، بخور بخور تو کاره.»، در سنندج، «بازنشسته داد بزن، حقت رو فریاد بزن»، در اهواز، «بازنشسته می‌میرد، ذلت نمی‌پذیرد.» سر دادند.

#### ۹ بهمن
گروهی از بازنشستگان مخابرات در مقابل ساختمان‌های این شرکت در شهرهای تهران، زنجان، شیراز، بندرعباس، کرمان، مریوان، بیجار، اراک، کرمانشاه، رشت، اردبیل، سنندج، تبریز، اهواز، ارومیه، زاهدان، بروجرد و خرم‌آباد، تجمع‌های اعتراضی برپا کرده و خواهان رسیدگی به درخواست‌های خود شدند.

#### ۱۵ بهمن
- گروه‌هایی از بازنشستگان صنایع فولاد در برابر دفاتر صندوق بازنشستگی تهران، قائم شهر و اصفهان تجمع اعتراضی برگزار کردند و خواستار رسیدگی به درخواست‌های خود شدند.[۸۴]
- گروه‌هایی از بازنشستگان تأمین اجتماعی در اعتراض به وضعیت نامناسب معیشتی و عدم رسیدگی به درخواست‌هایشان در برابر ساختمان فرمانداری شوش، کانون بازنشستگی کرمانشاه، اداره تأمین اجتماعی اهواز تجمع‌های اعتراضی برپا کردند.[۸۴]

#### ۱۶ بهمن
گروهی از بازنشستگان شرکت مخابرات حداقل در ۹ استان ایران از جمله تهران، کرمانشاه، آذربایجان شرقی، آذربایجان غربی، اردبیل، هرمزگان، گیلان، خوزستان، کردستان، در اعتراض به بی‌توجهی مقامات حکومت به وضعیت معیشتی و درخواست‌هایشان، تجمع اعتراضی برپا کردند. آنها در برخی شهرها شعار می‌داند: «مسئول بی‌لیاقت، شرکت رو کرده غارت»، «کشتی بازنشسته، امروز به گل نشسته»، «عدالتی ندیدیم، ما دیگه رأی نمی‌دیم».

#### ۱۷ بهمن
گروه‌هایی از بازنشستگان تأمین اجتماعی و کشوری با در دست داشتن پلاکارد و دادن شعارهای اعتراضی در برابر اداره‌های صندوق بازنشستگی کشوری، کانون بازنشستگان آموزش و پرورش و استانداری در شهرهای اهواز، کرمانشاه و یزد تجمع اعتراضی برپا کردند. شعارهایی مانند «ای دولت دروغگو حاصل وعده هات کو»، «کو مهار تورم، دروغ نگید به مردم» توسط معترضین داده شد.

#### ۲۳ بهمن
بنابر گزارش‌ شبکه‌های اجتماعی، اعتراضات بازنشستگان شرکت مخابرات، برای رسیدگی به درخواست‌هایشان، حد‌اقل در شهرهای تهران، سنندج، قروه، مریوان، ارومیه، اهواز، تبریز، اردبیل و بازنشستگان سازمان تأمین اجتماعی در شوش برگزار شد. بازنشستگان در اهواز شعار میدادند: «عدالتی ندیدیم، فقط دروغ شنیدیم.» در سنندج شعار میدادند: «وزیر بی‌لیاقت، ننگت باد ننگت باد.» بازنشستگان سازمان تأمین اجتماعی در شوش نیز شعار دادند: «وعده وعید کافیه، سفره ما خالیه.» آنها خواستار افزایش حقوق برابر با نرخ تورم، و بیمه کارآمد و اجرای همسان‌سازی بودند.

#### ۲۹ بهمن
- به گزارش شورای بازنشستگان ایران، جمعی از بازنشستگان تامین اجتماعی در برابر کانون بازنشستگان تامین اجتماعی کرمانشاه، سازمان تامین اجتماعی شوش و سازمان تامین اجتماعی خوزستان در اهواز، تجمع اعتراض برگزار کرده و خواستار رسیدگی به درخواست‌های خود شدند.[۸۹] آنها با انتقاد از وضع بحرانی معیشت، از شورای عالی کار درخواست کردند که حداقل مزد و مستمری آنها را بر پایه خط فقر و نرخ تورم واقعی اضافه کنند.[۸۹]
- به گزارش شورای بازنشستگان ایران، گروهی از بازنشستگان صنایع فولاد در برابر ساختمان صندوق بازنشستگی فولاد خوزستان در اهواز تجمع اعتراضی برگزار کردند.[۸۹] این افراد خواهان دریافت مطالبات معوقه، تضمین اجرای تعهدات درمانی مطابق با آیین‌نامه فولاد، اجرای آیین نامه و قوانین خاص فولادی و احیای جایگاه آن، اجرای بند یک صورت‌جلسه ۱۵ مهر‌ماه هیات مدیره، اجرای طرح تکمیلی همسان‌‌سازی و افزایش حقوق سال ۱۴۰۲ خود بر اساس نرخ تورم بودند.[۸۹]

#### ۳۰ بهمن
بازنشستگان شرکت مخابرات حد اقل در استان‌های تهران، کردستان، اردبیل، لرستان، هرمزگان، خوزستان، آذربایجان شرقی و غربی، مرکزی، کرمانشاه، و تهران تظاهرات اعتراضی برگزار کردند. بازنشستگان معترض در این تجمع‌ها، شعارهایی از جمله «یک اختلاس کم بشه، مشکل ما حل می‌شه»، «۱۴ سال خیانت، مخابرات خجالت»، «سهامدار ظالم، قانون نمی‌پذیرد»، «نه گرما نه سرما، نیست جلودار ما»، «بازنشسته داد بزن، حقت رو فریاد بزن»، «اتحاد اتحاد، علیه ظلم و فساد» سر دادند.

#### ۱ اسفند
گروهی از بازنشستگان کشوری و تامین اجتماعی با دادن شعارهای اعتراضی و در دست داشتن پلاکارد در برابر ساختمان‌های صندوق بازنشستگی کشوری و استانداری در شهرهای کرمانشاه و اهواز تجمع‌های اعتراضی برپا کردند. این تجمع‌ها به دلیل وضعیت نامناسب معیشتی و عدم همسان سازی حقوق آنها برگزار شده‌است.

#### ۷ اسفند
اعتراضات بازنشستگان مخابرات حداقل در استان‌های تهران، هرمزگان، گیلان، مرکزی، کردستان، آذربایجان غربی، اردبیل و لرستان برپا شد. در تهران معترضان در اعتراض به سوءمدیریت و تسلط سپاه پاسداران بر شرکت مخابرات، شعار «به جای مرد کاری، نشسته یک سپاهی.» را سر دادند. بر اساس گزارش مطبوعات، بازنشستگان مخابرات در سال جاری ۵۳ بار تجمع اعتراضی برگزار کرده‌اند.

#### ۸ اسفند
بازنشستگان کشوری و تأمین اجتماعی در کرمانشاه و اهواز برای درخواست «معیشت، منزلت، رفاه، بیمه کارآمد و اجرای کامل همسان‌سازی» تجمع اعتراضی برپا کردند. در کرمانشاه بازنشستگان معترض در برابر صندوق بازنشستگی شعار دادند: «از بس دروغ شنیدیم، ما دیگه رأی نمی‌دیم.»، «نه سرما نه گرما، نیست جلودار ما». معترضان بازنشسته کشوری، فرهنگیان و سازمان تأمین اجتماعی در اهواز نیز در برابر استانداری خوزستان در اعتراض به عملکرد مقامات جمهوری اسلامی، شعارهای «وعده می‌دید عمل کو؟ دشمنای دروغگو»، «دشمن ما همین جاست، دروغ میگن آمریکاست» سر دادند.

#### ۹ اسفند
در شوش بازنشستگان تامین اجتماعی در این شهرستان در اعتراض به فقر و وضعیت دشوار معیشتی در برابر ساختمان اداره تامین اجتماعی این شهرستان تجمع اعتراضی برپا کردند. به گزارش شبکه اجتماعی سندیکای کارگران نیشکر هفت تپه، بازنشستگان تامین اجتماعی در اعتراض به فساد، دزدی و غارت، پایین بودن دستمزدها، تبعیض و نابرابری‌ها تجمع کردند.

#### ۱۴ اسفند
جمعی از بازنشستگان شرکت مخابرات حداقل در ۹ مرکز استان شامل: تهران، خرم‌آباد، کرمانشاه، اهواز، سنندج، تبریز، شیراز، رشت و ارومیه در برابر شرکت‌های مخابرات این شهرها تجمع اعتراضی برپا کردند. پرداخت نشدن مطالبات سال‌های گذشته به نرخ روز، بی‌توجهی مدیریت به آیین‌نامه ۸۹، مشکلات بیمه تکمیلی، به‌روز نشدن کمک هزینه‌های رفاهی در سال‌های ۱۴۰۱ و ۱۴۰۲، از جمله علل اعتراضات بازنشستگان معترض مخابرات است. بازنشستگان شعارهایی از جمله: «بازنشسته داد بزن حقتو فریاد بزن»، «کشور شده صدپاره، بخور بخور تو کاره»، «نه سرما نه گرما نیست جلودار ما»، «سهامدار عمده ننگت باد ننگت باد»، «شرکت پردرآمد چه بر سر تو آمد»، «اجرای آیین‌نامه حق مسلم ماست»، «سهامدار عمده حق ماها رو خورده»، «معیشت خواربار به‌روز باید گردد»و «اتحاد اتحاد علیه ظلم و فساد» سر دادند.

#### ۱۵ اسفند
به گزارش شورای بازنشستگان ایران، گروه‌هایی از بازنشستگان تامین اجتماعی و کشوری در اعتراض به خدمات رفاهی ناکافی و کمبود مستمری در برابر ساختمان استانداری در اهواز و ساختمان صندوق بازنشستگی کشوری در شهرهای کرمانشاه و یزد دست به تجمع اعتراضی زدند.

#### ۲۰ اسفند
- به گزارش شبکه‌های اجتماعی، جمعی از بازنشستگان کشوری و تأمین اجتماعی در اعتراض به شرایط معیشتی خود در چند شهر ایران از جمله اصفهان، اهواز، اراک، شوش و کرمانشاه تجمع‌های اعتراضی برپا کردند.[۹۸] بازنشستگان در شوش شعار میدادند «معشیت، منزلت، حق مسلم ماست».[۹۸]
- به گزارش شورای بازنشستگان ایران، بازنشستگان صنعت فولاد اصفهان در اعتراض به عدم رسیدگی به درخواست‌ها و وضعیت نامناسب معیشتی خود در حالیکه شعار میدادند: «بازنشسته داد بزن، حقت رو فریاد بزن»، «بازنشسته به‌پاخیز، علیه فقر و تبعیض»، «پول نداره این دولت، برای بازنشسته»، در برابر ساختمان صندوق بازنشستگی فولاد در اصفهان تجمع اعتراضی برپا کردند.[۹۸]

#### ۲۲ اسفند
گروه‌هایی از بازنشستگان کشوری در اعتراض به وضعیت معیشتی و بی‌توجهی مقامات به درخواست‌هایشان، حداقل در شهرهای اهواز و کرمانشاه تجمع اعتراضی برپا کردند. علت و درخواست این معترضان معیشت، اجرای کامل همسان‌سازی، منزلت، رفاه، بیمه کارآمد» بوده است. معترضان در این تجمع شعار دادند «رئیسی بی‌عرضه، برگرد برو تو حوزه». آنها در اهواز شعارهای «یا مرگ یا زندگی، مرگ بر این بندگی.» و «شورای عالی کار، نکن خیانت این بار»، و در کرمانشاه شعارهای: «فقط کف خیابان، به دست میاد حقمان» و «اتحاد اتحاد، علیه فقر و فساد.» سر دادند.

#### ۲۷ اسفند
به گزارش شورای بازنشستگان ایران، جمعی از بازنشستگان صنایع فولاد در برابر ساختمان‌های صندوق بازنشستگی فولاد در شهرهای تهران، اهواز و اصفهان  تجمع اعتراضی برپا نموده و خواستار رسیدگی به درخواست‌های خود شدند.

## اعتراضات ۱۴۰۳

#### ۵ فروردین
بنابر گزارش اتحادیه آزاد کارگران ایران، جمعی از بازنشستگان تامین اجتماعی در اهواز در برابر ساختمان سازمان تامین اجتماعی استان خوزستان تجمع اعتراضی برپا کردند. بازنشستگان با دادن شعارهای اعتراضی، خواستار رسیدگی به وضعیت نا به‌ سامان معیشتی و سایر درخواست‌های خود بودند.

#### ۶ فروردین
گروهی از بازنشستگان مخابرات در برابر ساختمان‌های این شرکت‌ها در شهرهای اهواز، تبریز، بندرعباس، مریوان و سنندج با برگزاری تجمع‌های اعتراضی خواهان رسیدگی به درخواست‌های خود شدند. آنها شعار میدادند،“رفاهیات خواربار به روز باید گردد” و “اجرای آئین نامه حق مسلم ماست”. پرداخت معوقه ۶ ماهه دوم همسان‌سازی سال ۱۳۹۹، اجرای کامل آئین‌ نامه پرسنلی و استخدامی سال ۸۹ و پرداخت هزینه‌‌های درمانی و بیمه تکمیلی از جمله درخواست‌های آنها بود.